# Piedmont (Alabama)
Piedmont város az USA Alabama államában, Calhoun és Cherokee megyében. Lakosainak száma 4787 fő (2020. április 1.).

## Népesség
A település népességének változása:
| Lakosok száma | 381  | 5120 | 4878 | 4787 |
|               | 1880 | 2000 | 2010 | 2020 |